# Cinco de Mayo, San Luis Potosí
Cinco de Mayo är en ort i Mexiko.   Den ligger i kommunen Venado och delstaten San Luis Potosí, i den centrala delen av landet, 400 km nordväst om huvudstaden Mexico City. Cinco de Mayo ligger 2 065 meter över havet och antalet invånare är 282.
Terrängen runt Cinco de Mayo är kuperad åt nordväst, men åt sydost är den platt. Runt Cinco de Mayo är det glesbefolkat, med 10 invånare per kvadratkilometer. Närmaste större samhälle är Charcas, 15,1 km norr om Cinco de Mayo. Omgivningarna runt Cinco de Mayo är i huvudsak ett öppet busklandskap.